# Chetwode (Buckinghamshire)
Pour les articles homonymes, voir Chetwode.
Chetwode est une paroisse civile et un village du Buckinghamshire, en Angleterre.